# Stephanie Erben

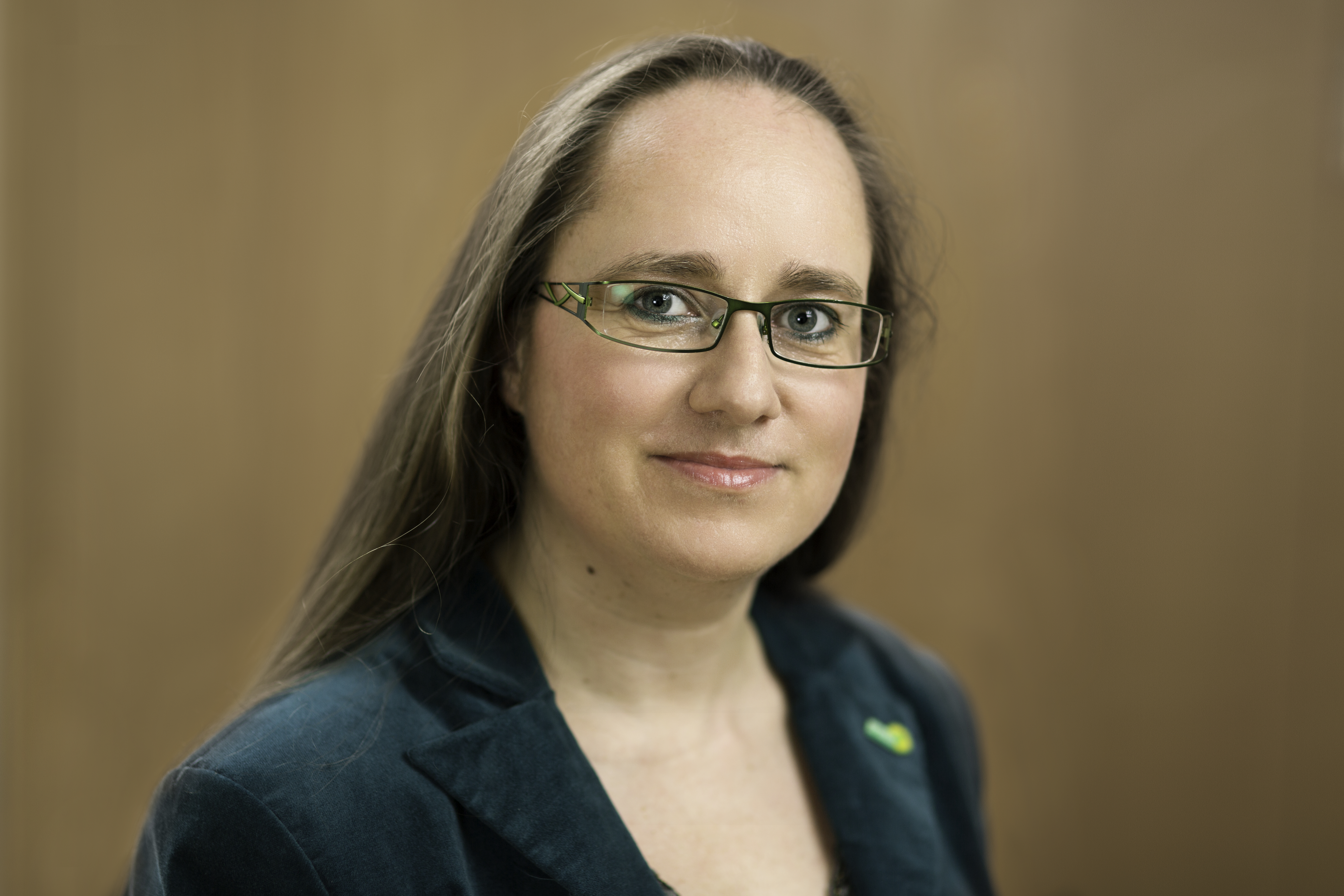
Stephanie Erben (Pressebild 2013)

Stephanie Erben (* 13. August 1971 in Riesa) ist eine deutsche Politikerin (Grüne) und war von 2013 bis 2020 Landessprecherin des Landesverbandes Bündnis 90/Die Grünen Thüringen.
Erben absolvierte ihre schulische Ausbildung in ihrer Geburtsstadt Riesa. In ihrer Schulzeit in der DDR war sie kein Mitglied der Pionierorganisation Ernst Thälmann und nahm nicht an der Jugendweihe teil. Nach dem Abitur 1990 arbeitete sie als Regieassistentin für die Landesbühnen Sachsen. 1994 kam sie zum Gesangsstudium an der Musikhochschule Weimar nach Thüringen. 
Nach Abschluss des Studiums absolvierte sie von 1999 bis 2000 ein Aufbaustudium im Fach Kulturmanagement und organisierte seitdem eine Anzahl kultureller Veranstaltungen, Festivals und Musikwettbewerbe. 
Von 2000 bis 2009 leitete sie das Yiddish Summer Weimar Festival mit Alan Bern. Sie übernahm diese Aufgabe von Julia Draganovic.
Seit 2009 ist Erben Mitglied von Bündnis 90/Die Grünen. 2010 wurde sie Sprecherin des Grünen-Kreisverbandes Saalfeld-Rudolstadt, seit 2011 gehört sie dem Landesvorstand ihrer Partei in Thüringen an. Zur Bundestagswahl 2013 kandidierte sie im Bundestagswahlkreis Sonneberg – Saalfeld-Rudolstadt – Saale-Orla-Kreis um ein Direktmandat und erhielt 3,9 % der Stimmen. Am 30. November 2013 wurde sie an der Seite von Dieter Lauinger zur Landessprecherin ihrer Partei in Thüringen gewählt. Seit dem Regierungseintritt der Grünen 2014 (Kabinett Ramelow I) widmete sich Stephanie Erben der Parteiarbeit in Vollzeit und seit der Kommunalwahl 2014 ist sie Stadträtin  und Fraktionsvorsitzende der grünen Stadtratsfraktion in Rudolstadt. Am 24. Oktober 2015 wurde sie im Amt der Landessprecherin bestätigt; an ihrer Seite amtierte nunmehr Rainer Wernicke. Am 18. November 2017 konnte sie sich gegen eine Gegenkandidatin durchsetzen und wurde mit 50,9 Prozent der Delegiertenstimmen zum dritten Mal zur Landessprecherin gewählt, als zweiter Landessprecher fungierte seither Denis Peisker. Beide kandidierten bei der Wahl zum neuen Landesvorstand 2020 nicht erneut. 
Zur Bundestagswahl 2021 trat Erben im Wahlkreis Suhl – Schmalkalden-Meiningen – Hildburghausen – Sonneberg an. Ihr Wahlkampf unter anderem gegen Hans-Georg Maaßen (CDU), Frank Ullrich (SPD) und Gerald Ullrich (FDP) wurde im Kino-Dokumentarfilm Arena 196 thematisiert.
Im Januar 2023 legte Erben ihr Amt als Stadträtin in Rudolstadt aus persönlichen Gründen nieder.